# Lotus purpureus
Lotus purpureus är en ärtväxtart som beskrevs av Philip Barker Webb. Lotus purpureus ingår i släktet käringtänder, och familjen ärtväxter. Inga underarter finns listade i Catalogue of Life.